# Aulonothroscus rugosiceps
Aulonothroscus rugosiceps är en skalbaggsart som beskrevs av Schaeffer 1916. Aulonothroscus rugosiceps ingår i släktet Aulonothroscus och familjen småknäppare. Inga underarter finns listade i Catalogue of Life.